# 永年路
永年路是中華人民共和國上海市黃浦區一條東西走向道路，道路西起黄陂南路，途中與順昌路相交，東至肇周路，道路全長470米。宽8.2米至10米，其中车行道宽6.2米至6.5米，道路為沥青路面。
道路修建於1931年，當時名稱為杜神父路，1946年更名為永年路，路名來自於現今的河北省邯郸市永年區。